# LonTalk
LonTalk是為控制所設計的通訊協定，是埃施朗公司所開發LonWorks技術平台中的一部份。
LonTalk最初是由埃施朗公司針對在包括双绞线、電力線通信、光導纖維及射頻等不同通訊介質的網路設備所訂定的。LonTalk應用在工業控制、智慧家庭、運輸、大樓系統（例如照明及暖通空調）等不同功能的自動化系統中，後來已變成開放式的國際控制網路標準ISO/IEC 14908標準家族中的一員。LonTalk的標準是透過ISO/IEC JTC 1/SC 6發行，其標準中列出的多功能的控制網路通訊協定堆疊，可以用在智慧電網、智慧建築以及智慧城市等應用。

## 通訊協定
通訊協定定義在ISO/IEC 14908.1中，由ISO/IEC JTC 1/SC 6所發佈。LonTalk通訊協定已獲得以下的產業及區域標準設定單位所認可。
- ANSI標準 ANSI/CEA 709.1：控制網路（美國）。
- EN 14908：大樓控制（歐盟）。
- GB/Z 20177.1-2006：控制網路及大樓控制（中國）。
- IEEE 1473-L：火車控制（美國）。
- SEMI E54：半導體製造設備感測器及致動器（美國）。
- IFSF：歐盟加油站的國際前場（forecourt）標準。
- OSGP（英语：Open smart grid protocol）：廣為使用的智慧電網設備協定，以ISO/IEC 14908.1為基礎。

通訊協定的取得方式需要透過各地區標準單位的官方發佈組織，或是透過那些將此標準置入晶片設計的公司所開發的微處理器。

## 資料安全性
2015年4月的cryptanalysis論文指出在開放智慧電網協定中的OMA Digest演算法中發現了嚴重的安全漏洞，此協定也是和LonTalk一樣建立在相同EN 14908的基礎上。作者推測「所有其他由LonTalk衍生的標準」都會受到安全漏洞相關的密鑰恢復攻擊所影響。

## 外部連結
- Echelon Corporation Homepage （页面存档备份，存于）
- Global Engineering Documents (purchase the current EIA, non-ANSI, specification document for EIA/CEA 709.1 （页面存档备份，存于）
- Adept Systems  （页面存档备份，存于）- wrote the C Reference Implementation of the LonTalk protocol